# Jasne łany
Jasne łany – pierwszy po wojnie polski film o tematyce współczesnej w reżyserii Eugeniusza Cękalskiego. Był pierwszym polskim filmem spełniającym postulaty socrealizmu.
Akcja filmu rozgrywa się w 1947 roku na wsi. Młody nauczyciel walczy z zacofaniem hamującym społeczny i ekonomiczny rozwój wsi.
Plenery, z udziałem miejscowej ludności, kręcono we wsi Sobota w Łowickiem.

## Obsada
- Janusz Strachocki − Gruzda, stróż nocny
- Kazimierz Dejmek − nauczyciel Andrzej Stempkowicz
- Zofia Mysłakowska − Gruzdowa
- Hanka Bielicka − Klechna, żona Klechy, siostra Stachy Sarnowej
- Feliks Żukowski − młynarz Jakub Ruczaj
- Janusz Ciężkowski(inne języki) − Antoś Gruzda, wnuk Gruzdów
- Zofia Perczyńska − Magda, siostra Antosia, wnuczka Gruzdów
- Adam Mikołajewski − spółdzielca Dziewoń
- Barbara Rachwalska − Maria Ruczajowa, żona młynarza, siostra Antosia i Magdy
- Kazimierz Dejunowicz − gospodarz Franek Sarna
- Jan Kurnakowicz − gospodarz Michał "Jąkała" Klecha
- Maria Kaniewska − Stacha Sarnowa, żona Sarny, siostra Klechny
- Karol Leszczyński − sklepikarz Duda
- Kazimierz Pawłowski(inne języki) − "Elegent", były rządca
- Leopold Sadurski(inne języki) − parobek Jasiek
- Andrzej Łapicki − Leśniewski, były nauczyciel
- Tadeusz Owczarek − Adaś, syn Sarnów
- Bronisław Darski − gospodarz
- Lech Ordon − chłop

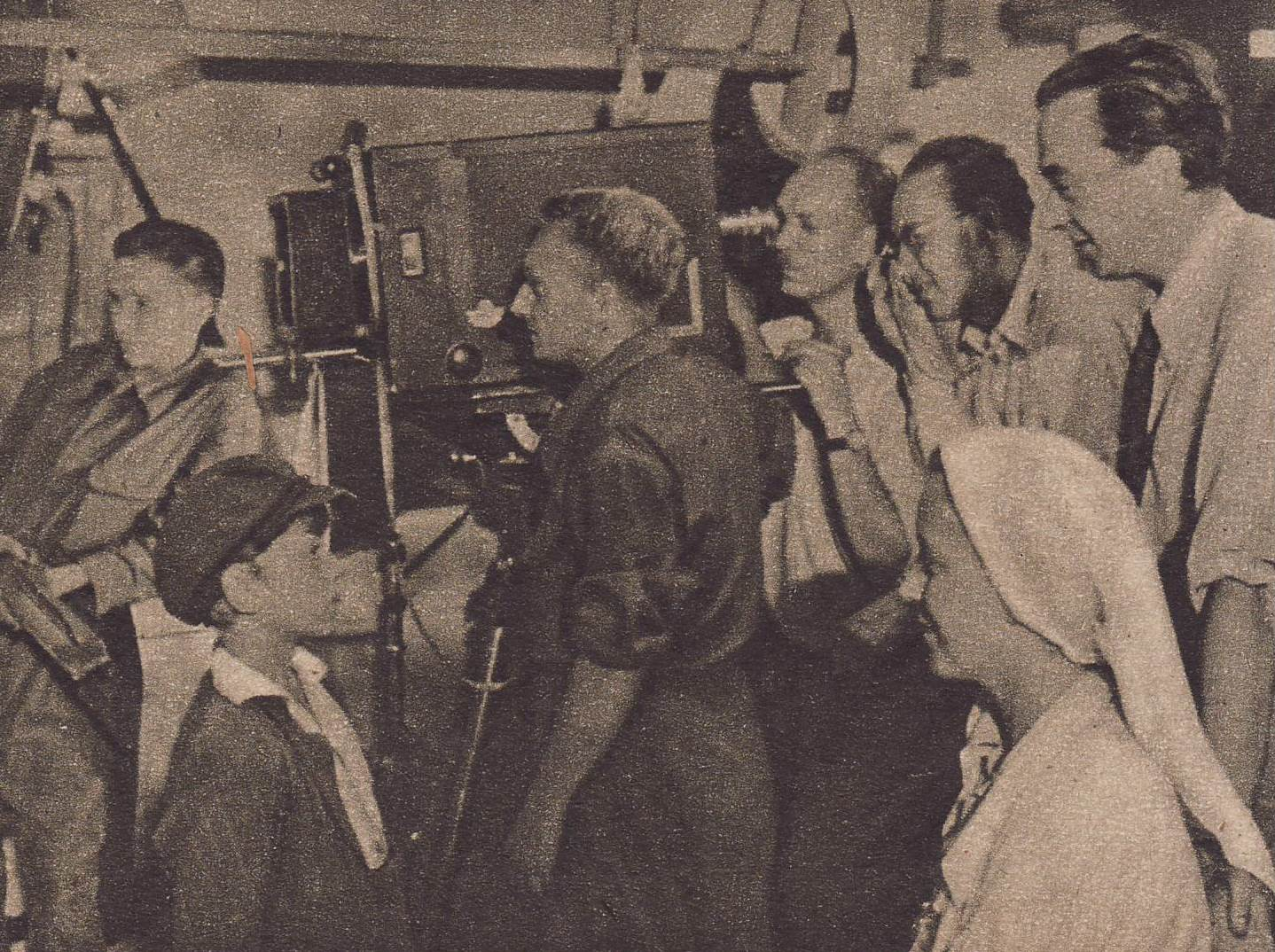
Krystyna Swinarska, Eugeniusz Cękalski, Stanisław Wohl, Seweryn Kruszyński i Tadeusz Owczarek podczas kręcenia filmu
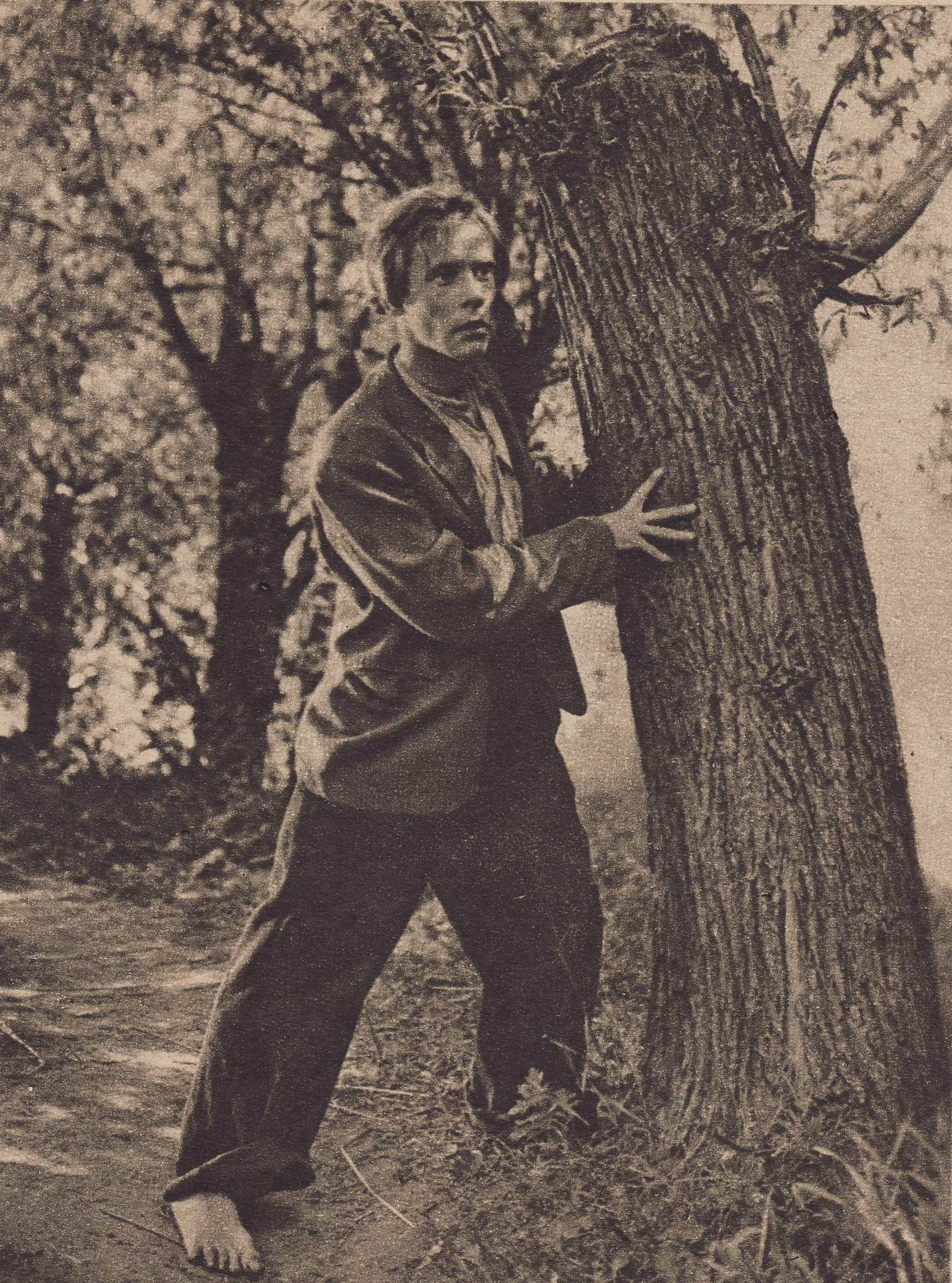
Leopold Sadurski
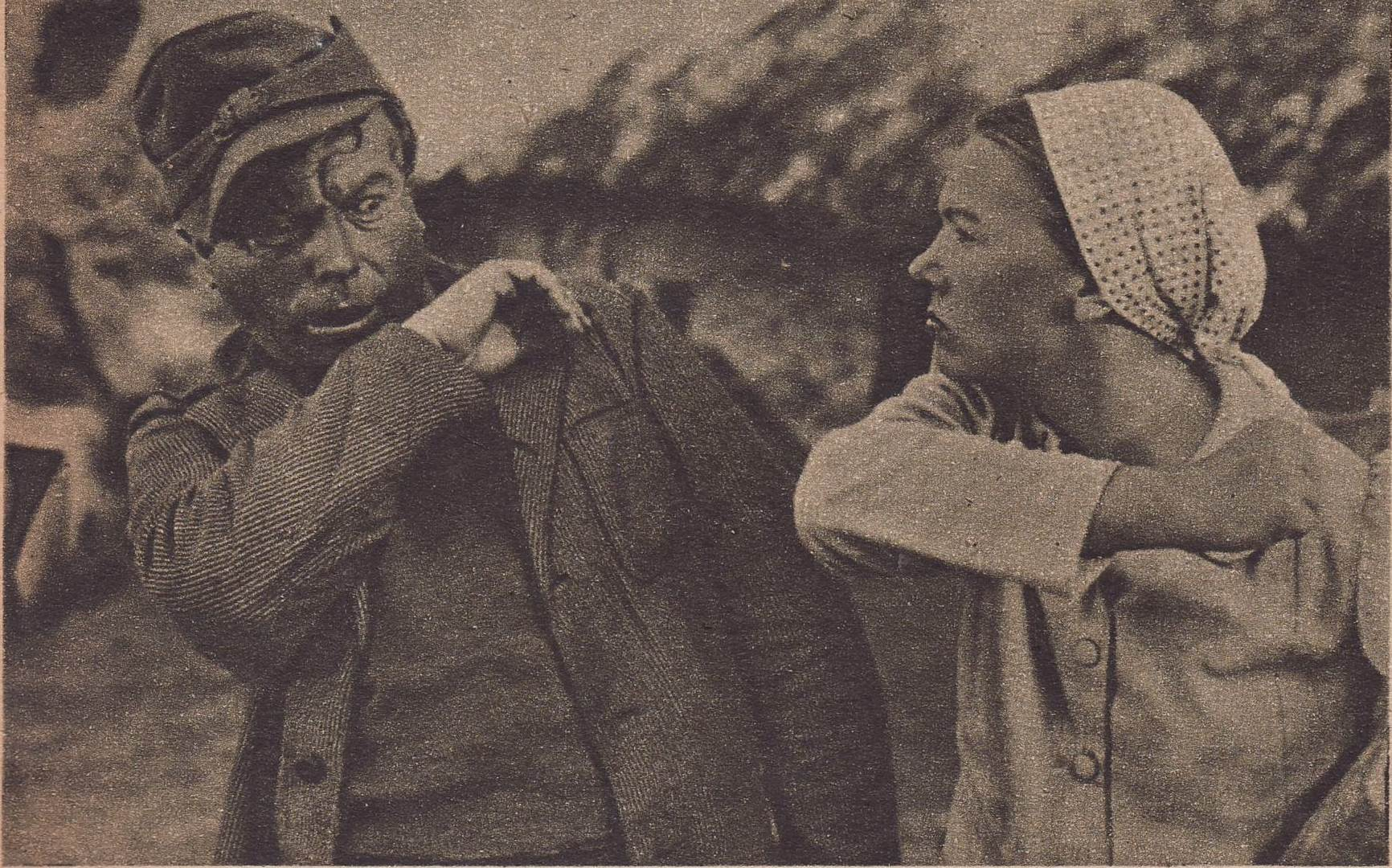
Hanka Bielicka i Jan Kurnakowicz